# 宇文肱
宇文 肱（うぶん こう、? - 526年）は、北魏末の武人。本貫は代郡武川鎮。宇文泰の父。北周の徳皇帝と追尊された。弟は宇文阿頭（北周の虞国公宇文興の祖父）。

## 経歴
宇文韜の子として生まれた。524年、沃野鎮で破六韓抜陵が北魏にそむいて乱を起こし、衛可孤が武川鎮を落とすと、宇文肱は郷里の人々を糾合して衛可孤を斬った。後に戦乱を避けて中山に移ったが、鮮于修礼の虜となった。鮮于修礼は宇文肱の部下を返して一軍を率いさせた。後に定州で敗れて戦没した。

## 妻子

### 妻
- 楽浪王氏（王盟の妹）

### 男子
- 宇文顥（邵恵公）
- 宇文連（杞簡公）
- 宇文洛生（莒荘公）
- 宇文泰（文帝）

### 女子
- 昌楽大長公主（宇文泰の姉で、尉遅迥の母）

## 伝記資料
- 『周書』巻一・帝紀第一・文帝上
- 『北史』巻九・周本紀上第九